# Kasteel Schwarzenberg
Kasteel Schwarzenberg is een van oorsprong middeleeuws kasteel dat samen met de St.-Georgen-Kirche het stadsbeeld domineert van Schwarzenberg in het Saksische Ertsgebergte in het oosten van Duitsland.

## Bouwgeschiedenis
Het kasteel werd waarschijnlijk in de 12e eeuw opgericht als fort waar vanuit Schwarzenberg en omgeving werd gekoloniseerd. Het voormalige kasteel kreeg zijn huidige vorm doordat de keurvorst van Saksen het tussen 1555 tot 1558 liet verbouwen tot jachthuis. In 1851-1852 werden de donjon en de zuidelijke vleugel verhoogd en in 1875-1876 werd aan de noordzijde een gebouw voor het kantongerecht geplaatst. De donjon kreeg toen een functie als gevangenis.
Het complex bestaat uit drie vleugels rond een bijna rechthoekige binnenplaats. De donjon staat in het westen, de ridderzaal in het oosten en in het zuiden staat een tussenbouw. De oorspronkelijke noordelijke ringmuur werd vervangen door het kantongerecht. Het onderste deel van de donjon stamt mogelijk uit de 12e eeuw en is het oudste bouwdeel. Halverwege de 19e eeuw werd deze verhoogd met twee verdiepingen. De bolvormige torenspits uit de 16e eeuw werd vervangen door een kegelvormig dak. Aan de westzijde van de donjon is een drie verdiepingen tellende torenwoning gebouwd met een gotische trapgevel. De woning dateert waarschijnlijk uit het einde van de 15e eeuw en werd aan het einde van de jaren 1970 verbouwd. In de noordoosthoek van de binnenplaats is tegen de ridderzaal een traptoren gebouwd.

## Museum
In het kasteel Schwarzenberg bevindt zich sinds 1954 het museum van de stad Schwarzenberg. In 1957 werd de eerste permanente tentoonstelling over de ijzerindustrie in het Ertsgebergte geopend. Na een uitgebreide restauratie onder leiding van museumdirecteur Hans Becher werd in 1977 het museum heropend met als nieuwe naam "Museum Ertsgebergte ijzer en tin". De collecties en de tentoonstellingen richten zich in het bijzonder op het kasteel en de geschiedenis van de stad, de mijnbouw in de regio, de ambachtelijke vervaardiging van ijzeren en tinnen voorwerpen en verschillende soorten kant. In 2006 werd ook de slottoren onderdeel van het museum. Hierin werd een vaste expositie ingericht over de geschiedenis van de toren en de geschiedenis van het slot als plaats van rechtspraak en bestraffing. Tot het museum behoort een bibliotheek met meer dan 6.500 titels in 10.000 banden, die voornamelijk gaan over de geschiedenis van de regio.

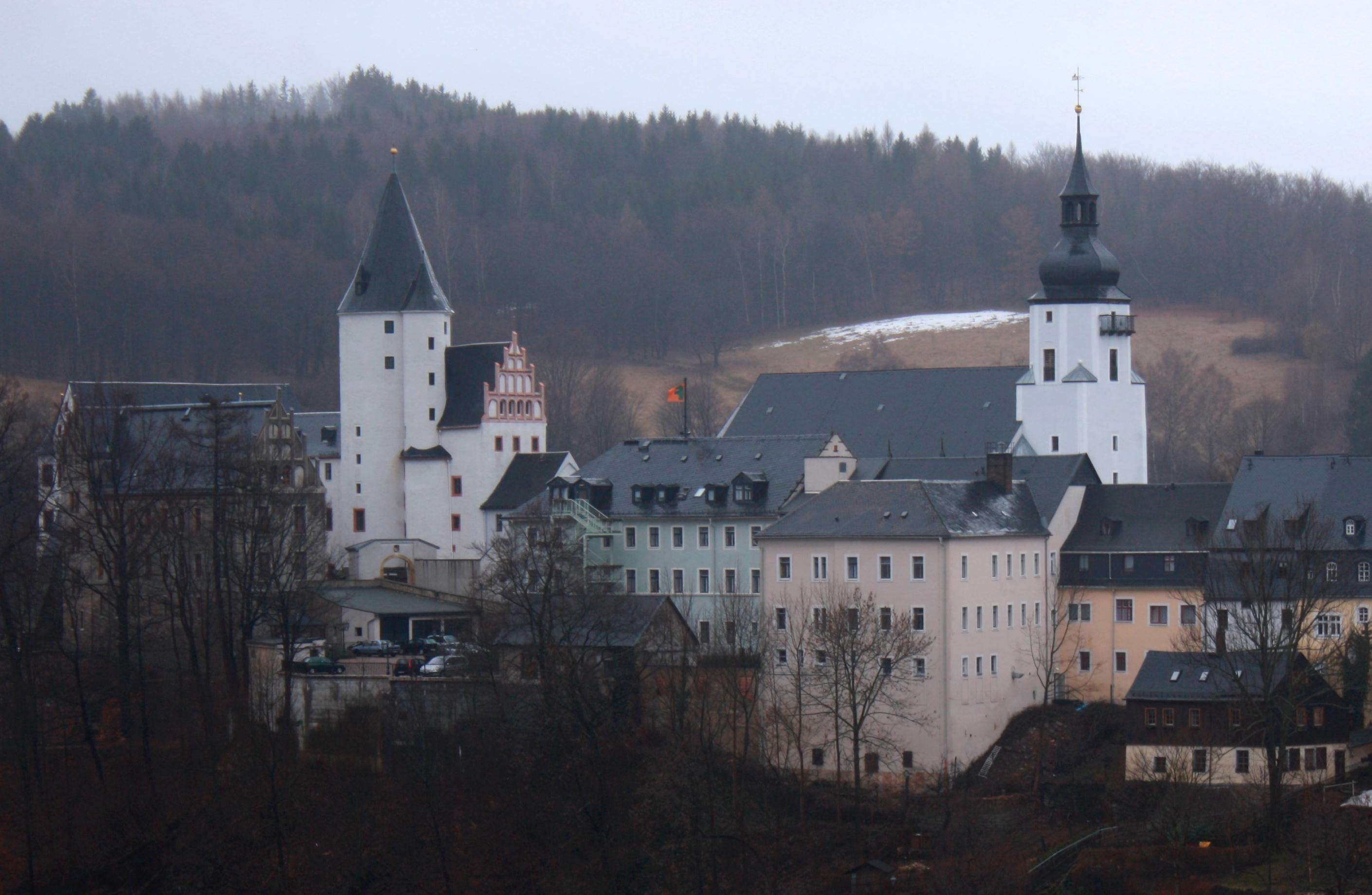
Kasteel Schwarzenberg en de St.George kerk.
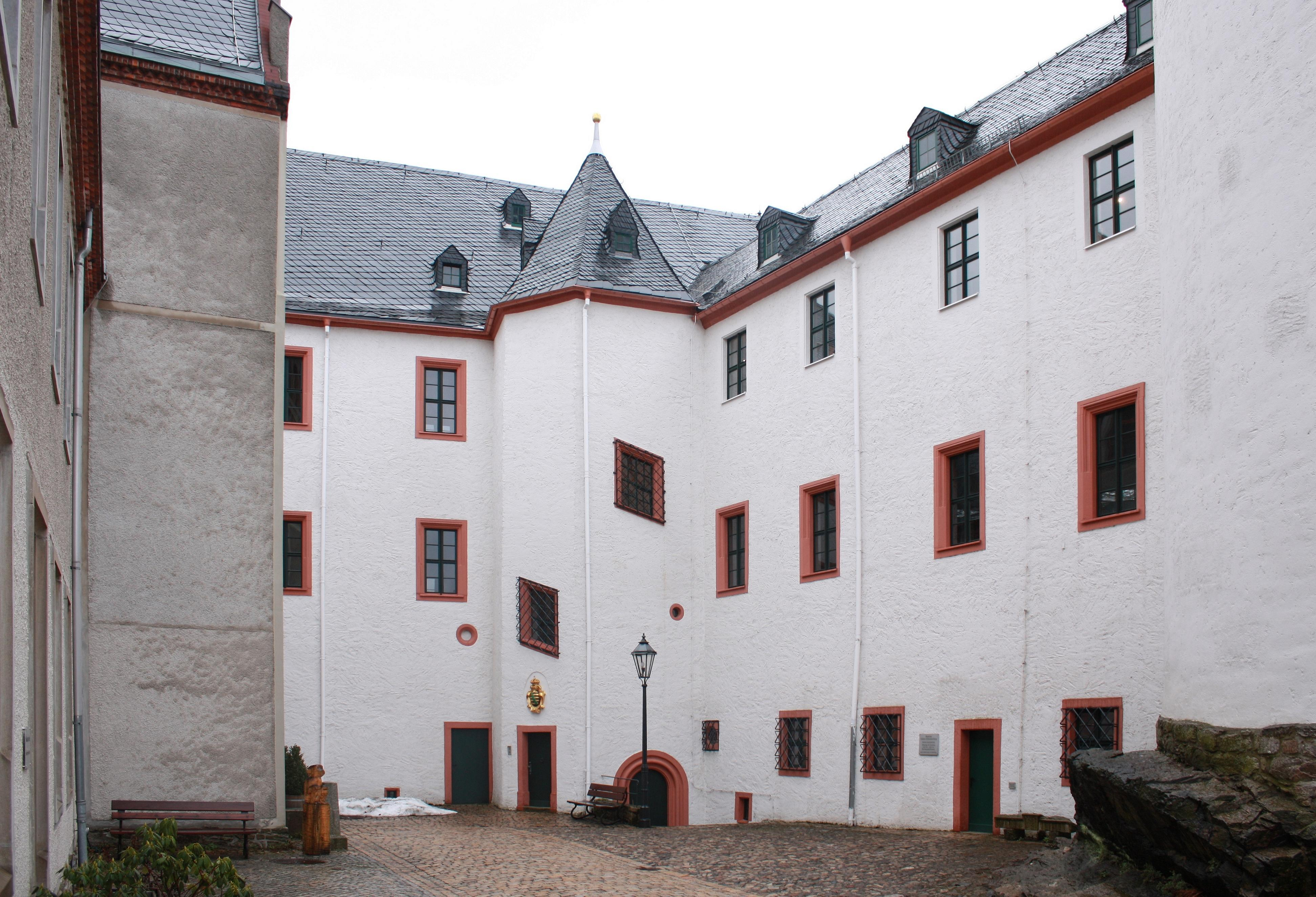
Binnenhof.
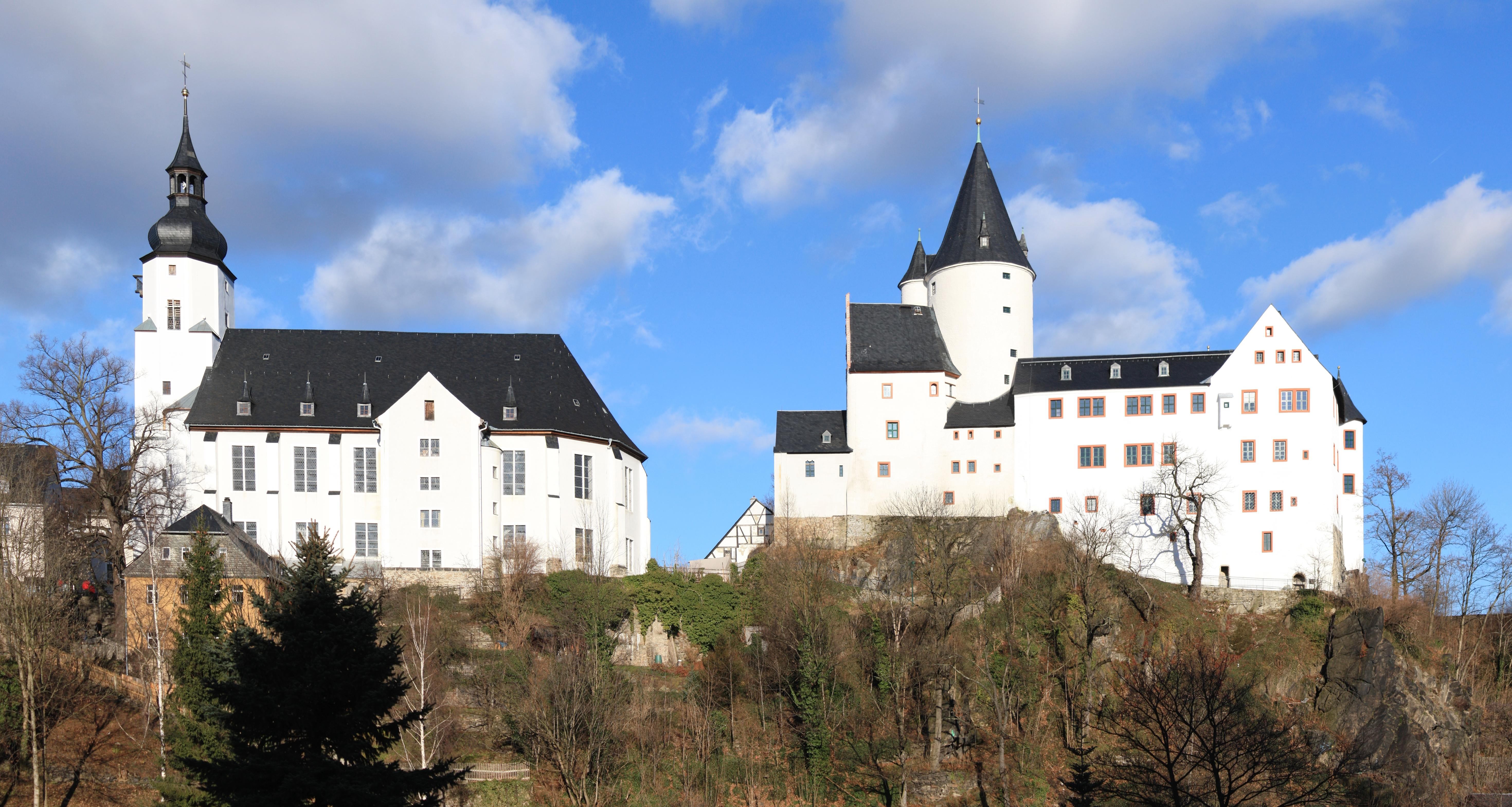
Kerk en Kasteel
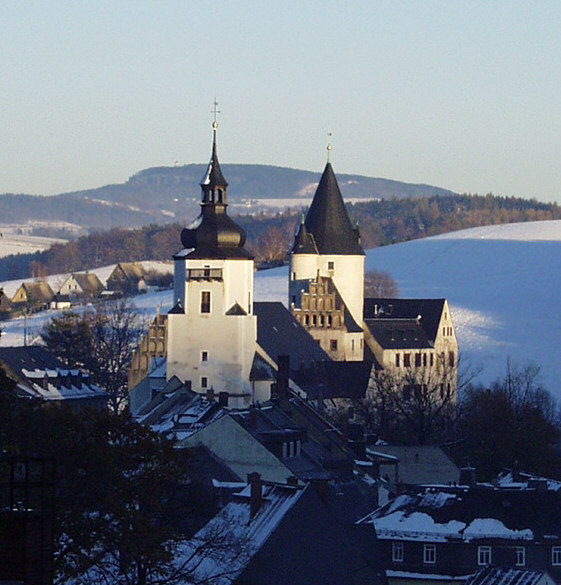
In de winter.